# Cerkev sv. Andreja, Bučinja vas
Podružnična cerkev Sveti Andrej , Bučinja vas se nahaja v istoimenski vasi Bučinji vas pri Žiljah  v občini  Štalenska gora na avstrijskem Koroškem v osrednjem predelu širšega geografskega področja Celovškega polja.
Župnija, katere zavetnik je Sveti Jakob, spada pod uradno dvojezično dekanijo Tinje Krške škofije. Do leta 1938 je bila dekanija Tinje uradno slovenska (razen župnije Otmanje, ki je bila dvojezična nemško-slovenska), sedaj pa sta uradna jezika v župniji nemščina in slovenščina. 
Podružnična cerkev je pod spomeniškim varstvom.

## Zgodovina
Podružnična cerkev svetega Andreja v Bučinji vasi  pri Žiljah  ob koroški reki Krki je bila prvič omenjena leta 1522 v zemljiški knjigi posestva  Črni Grad. Bila je ena od nekdanjih 18 podružnic proštije  Tinje  in zanjo so skrbeli tamkajšnji kaplani. Po ustanovitvi župnijskega vikariata  v Pokrčah  leta 1736 je bila podrejena temu vikariatu. 
V župnijski kroniki  Pokrč  je za Bučinjo vas brez dodatnih pojasnil naveden datum izgradnje 1648. Vendar je bila takrat verjetno  barokizirana  le veliko starejša poznogotska  cerkev. 
Leta 1848 je bila cerkev tako propadajoča, da so razmišljali o njenem zaprtju in rušenju. To so preprečili le zato, ker so se člani podružnične skupnosti 11. avgusta 1851 ordinariatu zavezali, da bodo v prihodnje vedno plačevali za njeno strukturno vzdrževanje. Cerkev je bila že pred zemljiško odpustitvijo popolnoma brez premoženja, saj so bili njeni predmeti vključeni v premoženje proštije cerkve v Tinjah
V letih 1878/79 je bila cerkev temeljito obnovljena in ponovno posvečena 24. avgusta 1879. Sklenjeno je bilo, da bo cerkveni sejm v prihodnje potekal zadnjo nedeljo v avgustu.
V 20. stoletju ji je ponovno grozilo propadanje. Pod prizadevnim slovenskega duhovnika in kulturnega aktivista Franca Fertale skupnost domačinov ni bila le motivirana za ponovno obnovo cerkve, temveč je zbrala tudi sredstva za nakup impozantne zvonove. 27. avgusta 1939 - le nekaj dni pred začetkom vojne - so v Bučinji vasi zazvonili štirje zvonovi, ki jih je odlil Grassmayer v Innsbrucku. Nekaj tednov pozneje je Franca Fertalo aretirala Gestapo. Leta 1943 je bil zaprt v koncentracijskem taborišču Dachau.
Marca 1942, torej le dve leti in pol pozneje, so tri bučinjske zvonove odpeljali in pretopili - najmanjši je ostal kot edini v župniji Pokrče in je bil navit v župnijski cerkvi. Danes se nahaja v Marijini romarski cerkvi Dolina pri Pokrčah. Že maja 1954 je predana majhna vaška skupnost ponovno uspela zbrati sredstva za dva zvonova.

## Cerkveni prazniki
Danes v Bučinji vasi vsako leto obhajajo le tri cerkvene obrede (dan svetega Jožefa, dan svetega Andreja in nedelja posvečenja). Kljub temu si župnija prizadeva, da bi presenetljivo cerkvico obnovila, predvsem pa jo je s obnovljeno streho zaščitila pred propadanjem. 

## Notranja oprema
Bogato baročno opremo cerkve sta močno okrnila dva nepojasnjena vloma v letih 1967 in 1969. 
Zgodnjebaročni glavni oltar glavni oltar v obliki dvonadstropne edikule, uokvirjen s pari stebrov in s stranskimi repi (druga četrtina 17. stoletja), nosi izrezljani relief svetega Andreja na križu, obdanega z angeli v oblakih, nad visokim podstavkom kot glavno podobo. V žrtveni podobi je kip svetega Janeza Nepomuka. Dva precej mlajša stranska oltarja (okoli leta 1730) imata vsaka poslikano podobo svetnika, er sta uokvirjena z listjem. Postavljena sta na opečnem bloku nad stranskima podstavkoma (kipa manjkata!). Na levi vidimo sveto Lucijo z njenim atributom, skledo s parom oči, na desni pa škofa Miklavža s knjigo in tremi zlatimi kroglami (jabolki). Majhen križ v slavoloku je baročni. Dve izrezljani konzolski figuri iz 20. stoletja v ladji prikazujeta svetega Antona Padovanskega (levo) in svetega Jožefa. 